# Theater zum Fürchten
Das Theater zum Fürchten ist Wiens größtes freies Theaterensemble.
Gegründet 1987 von Bruno Max, hat es seither über 300 Theaterprojekte verwirklicht, teils an ungewöhnlichen Spielstätten wie in Zirkuszelten, Nachtclubs, anatomischen Hörsälen, teils in den vom Prinzipal betriebenen Privattheatern: 1987–1998 Theater in den Gewölben, 1991–1993 Residenztheater im Museumsquartier, seit 1995 in der Scala Wien, seit 1998 im Stadttheater Mödling und seit 1999 im Theater im Bunker, sowie im betriebseigenen Theaterbus. Pro Jahr entstehen acht bis zehn Projekte, mehr als 400 Schauspieler waren bisher beteiligt. Ein Schwerpunkt der Produktionen liegt bei Werken der angelsächsischen, elisabethanischen und „schwarzen“ Literatur, aber rund ein Drittel sind Erst- und Uraufführungen.

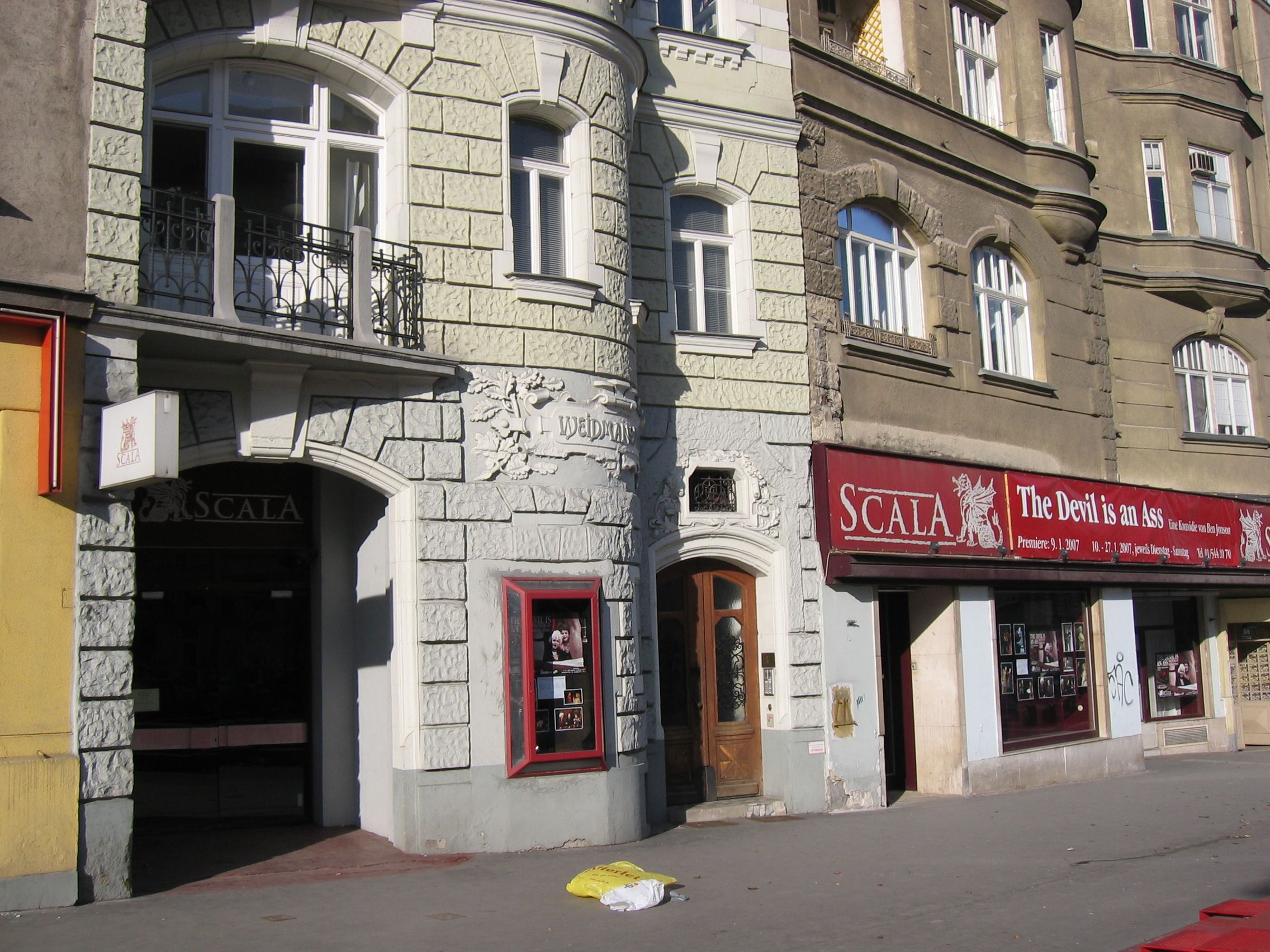
Portal der Scala in Wien-Margareten

Das heutige Theater Scala Wien wurde 1995 im ehemaligen, divers nachgenutzten „Atlantiskino“ (1920–1970) im Gemeindebezirk Margareten, Wiedner Hauptstraße 108 von Bruno Max und seiner Compagnie Theater zum Fürchten errichtet und wird seither als multifunktionaler Theaterraum für 90–160 Zuschauer genutzt. Im Jahr finden mehr als 130 Vorstellungen, faktisch ausschließlich Eigenproduktionen, statt. Die Flexibilität des Theaterraums ermöglicht ungewöhnliche und experimentelle Spielformen ebenso wie „konventionelle“ Raumlösungen und ist Heimstätte für das Theater zum Fürchten. Der Spielbetrieb wird derzeit vom österreichischen BMUKK und dem Kulturamt der Stadt Wien subventioniert. Die Produktionen werden meist mit der Schwesterbühne, dem Mödlinger Stadttheater, geteilt.